# Bisgoeppertia gracilis
Bisgoeppertia gracilis là một loài thực vật có hoa trong họ Long đởm. Loài này được (Wright ex Griseb.) Kuntze mô tả khoa học đầu tiên năm 1891.